# Baracs (település)
Baracs község Fejér vármegyében, a Dunaújvárosi járásban.

## Fekvése
A település a Közép-Dunántúli régióban, Fejér vármegye délkeleti csücskében fekszik, Dunaújvárostól 5 kilométerre délnyugatra. A 6-os főútról Budapest irányából a 6221-es úton, Dunaföldvár felől pedig a 62 121-esen, illetve mindkét irányból az M6-os autópályáról közelíthető meg. Határszélét nyugaton a 6228-as út is érinti, de a lakott területeit elkerüli.
A település két részből áll: a kisebb lélekszámú Templomosból és a falu központi részét képező, sűrűbben lakott Apátszállásból. Apátszállásnak és Templomosnak külön-külön postai irányítószáma van: Templomosé 2426, Apátszállásé 2427.

## Története
A település Apátszállás nevű részén Árpád-kori temetőt és mellette templomromokat tártak fel.
E romok köveiből épült 1850 táján a falu mai temploma.
A falu neve fennmaradt oklevélben 1276-ban bukkan fel először, Boroch alakban. Feltehetően erről a Baracsról származott az a Baracs nemzetség, melynek tagja volt az a jómódú Barlcus is, akinek felesége, Gyung, Myske comes (ispán) leánya 1276-ban vámosi (Veszprém vm) hozományáról végrendelkezett.
Ugyancsak feltevésszerűen helyezhető ide az udvarnok származású Jajab lakhelye, akit IV. László király 1281-ben a nemesek közé emelt a baracsi előhegyen levő szőlőivel.
A 18. században Baracs területe a Paksy család birtoka volt.
Baracson született Korniss Károly, aki az 1848/49-es szabadságharcban főhadnagyként szolgált.
Baracs a 20. század elején szerveződött önálló faluvá több tanyából és pusztából. Széchenyi Antalné birtokát a XX. század első felében felosztották. 1926-tól 1928-ig háromharangos templom épült Apátszálláson.
Az 1940-es évektől betelepítéseket végeztek, hogy önálló települést hozzanak létre. Sokgyermekes földműves családok költöztek a faluba, hogy új életet kezdjenek. Ehhez házat és több kisebb parcellát is kaptak a községtől és a magyar államtól.
(1943 szeptemberében különvonat hozta ide, a ciszterci rend előszállási birtokára, a mai Apátszállásra a Borsod és Heves vármegyéből származó telepescsaládok első csoportjait.)
A második világháború után a baracsiak mezőgazdasági termelőszövetkezetekben (Mg. Tsz.-ekben) folytatták a termelést. A baracsi Béke Mg. Tsz.-ből jött létre 2002-ben az AGROBARACS zrt, amely 1650 hektár szántóföldön, 170 hektár réten és 90 hektár erdőn gazdálkodik. Sertés- és szarvasmarha tenyésztéssel is foglalkozik.
1954-től nyílt meg Baracs község óvodája. A Széchenyi Zsigmond Általános Iskolában és Művészeti Alapiskolában néptáncot, zenét, és rajzot is tanítanak. Az iskola neve korábban Apátszállási Általános Iskola volt, Széchenyi Zsigmond gróf nevét 1998-ban vette fel a gróf özvegyének engedélyével. Igazgatásilag ehhez az iskolához tartozik az előszállási és a kisapostagi általános iskola is. A Baracsi Könyvtár 90 négyzetméteres alapterületű. Az iskola 2018-ban lett 70 éves, a község új óvodáját pedig ünnepélyes keretek között 2018. július 11-én adták át. A tervek szerint hamarosan[mikor?] megkezdődik a faluban a bölcsődei nevelés is.
1992-ben alapították meg a Baracsi Sportegyesületet, amely eddig 3 felnőtt, egy ifjúsági címet nyert el, és már megyei osztályba is bejutott.
Baracs helyi sajtója, a Baracsi Szó független havilap.
1998 óta az idősek napközi otthonában üzemel Baracs Község Önkormányzatának Gyermekjóléti Szolgáltatása is.

## Közélete

### Polgármesterei
- 1990–1994: Makó József (független)[6]
- 1994–1998: Makó József (független)[7]
- 1998–2002: Makó József (független)[8]
- 2002–2006: Meggyes Lászlóné (független)[9]
- 2006–2010: Makó József (MSZP)[10]
- 2010–2014: Várai Róbert (független)[11]
- 2014–2019: Várai Róbert (független)[12]
- 2019–2024: Várai Róbert (független)[13]
- 2024– : Várai Róbert (független)[1]

## Népesség
A település népességének változása:
| Lakosok száma | 3360 | 3385 | 3362 | 3530 | 3471 | 3469 | 3458 |
|               | 2013 | 2014 | 2015 | 2021 | 2022 | 2023 | 2024 |

A 2011-es népszámlálás során a lakosok 84,3%-a magyarnak, 0,5% cigánynak, 1,1% németnek, 0,6% románnak mondta magát (15,5% nem nyilatkozott; a kettős identitások miatt a végösszeg nagyobb lehet 100%-nál). A vallási megoszlás a következő volt: római katolikus 32,9%, református 4,2%, evangélikus 1%, görögkatolikus 0,4%, felekezeten kívüli 31,7% (27,7% nem nyilatkozott).
2022-ben a lakosság 89,1%-a vallotta magát magyarnak, 0,7% németnek, 0,5% cigánynak, 0,4% románnak, 0,1-0,1% szerbnek, lengyelnek, szlovénnek, szlováknak és horvátnak, 2,6% egyéb, nem hazai nemzetiségűnek (10,8% nem nyilatkozott; a kettős identitások miatt a végösszeg nagyobb lehet 100%-nál). Vallásuk szerint 20% volt római katolikus, 3,7% református, 1,1% evangélikus, 0,7% görög katolikus, 0,1% ortodox, 1,4% egyéb keresztény, 0,6% egyéb katolikus, 29,3% felekezeten kívüli (42,6% nem válaszolt).

## Infrastruktúra
2002-ben alakult meg az Agrobaracs Mezőgazdasági Zrt., amely a község legnagyobb személyi foglalkoztatója. A legnagyobb ipari vállalkozás a faluban a Behán Acélszerkezeti Kft., amely 120 főt foglalkoztat. Az 1950-es években kiépült Dunaújváros és ipara szintén jelentős vonzerővel bír a lakosság körében. A Dunai Vasmű és a Papírgyár is sok munkahelyet ad a település lakosságának. Az elmúlt évtizedekben új utcák nyíltak, portalanított utak, kulturális és szociális intézmények létesültek. A település határában, közvetlenül a 6-os főút mellett halászcsárda és sportrepülőtér is várja vendégeit.

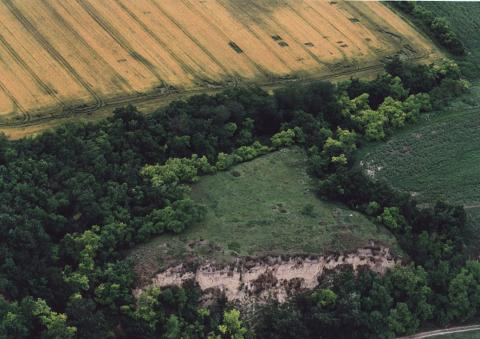
Baracs környéke - légifotó

## Sport
- A Baracs SE (férfi-és női szakosztály egyaránt) a megyei labdarúgó bajnokság I. osztályában szerepel. A Széchenyi Zsigmond Általános Iskola tornászai, atlétái és kézilabdás játékosai is szép eredményeket értek már el mind megyei, mind országos szinten.

## Nevezetességek
- A Templomoson épített Boldogságos Szűz Mária nevű római katolikus templom és Korniss Károly, valamint Farkas István sírja a templomosi falurész temetőjében
- A Baracs-kisapostagi reptér
- A baracsi halászcsárda, és az azt övező Duna-part
- A halastó
- A Szitányi-kastély romjai a Baracsi Lovardánál
- A Baracs-Dunaújvárosi Szabadidőpark
- A kerékpárút és az ahhoz tartozó hidak a patak fölött
- A Magyarok Nagyasszonya római katolikus templom Apátszálláson
- Bartók Béla Baracson gyűjtötte a ,,Béreslegény, jól megrakd a szekered..." című híres népdalt 1906-ban.
- A Mária-park Baracs vezér mellszobrával
- A Baracsi Lovas Sportegyesület
- A Fehér Akác Vendéglő
- A Rádió Szokol

## Civil élet
- ·       Annamatia Templomosért Baráti Kör
- BEBE (Baracsi Egymásért Baráti Egyesület)
- ·       Baracs Polgárőr Egyesület
- ·       Baracsért Közalapítvány
- ·       Baracsi Horgászegyesület
- ·       Baracsi Média Egyesület
- ·       Baracsi Nagycsaládos Egyesület
- ·       Baracsi Önkéntes Tűzoltó Egyesület
- ·       A Barátság Nyugdíjas Egyesület az apátszállási időseket fogja össze; vegyes népdalkórusa és versmondói több megyei és országos versenyen is sikereket értek már el.
- ·       Családokért Önkormányzati Társulás
- ·       Erdélyi Baráti Kör
- ·       Francia Baráti Kör
- ·       A Naplemente Nyugdíjas Klub a templomosi nyugdíjasoknak nyújt szabadidős elfoglaltságot.

Baracson minden év május elsején megrendezik az ún. Civil Napot, ahol a község számos civil szervezete zeneszó mellett bográcsban ételeket készít, palacsintát és lángost süt, a helyi boltok pedig szponzorként szintén részt vesznek az eseményen fagylalt és italok árusításával. A rendezvényt változatos programok és csapatversenyek színesítik (élő zene, kamionhúzó-verseny, sörivó verseny, homokfoci stb.).
1997-ben elevenítette fel az akkor megalakult Baracsi Nagycsaládosok Egyesülete a szüreti felvonulás és bál hagyományát, amit azóta is megtartanak minden október második vasárnapja (a búcsú napja) előtti szombaton. A környék egyik legszínvonalasabb szüreti rendezvénye. A résztvevők 15 km hosszú útvonalon 15 megállóval, 15-20 kocsival, hintóval (melyek egy része a környező falvakból való), tucatnyi csikóssal, a falu két táncegyüttesén kívül vendég táncosokkal vonulnak végig az utcákon, megtáncoltatva a falu apraját-nagyját.
További községi szintű, évente megtartott, fontosabb összejövetelek:
- Halászlé-főző verseny
- Baracs-Kisapostag Repülősnap
- Szemétszedés (önkéntes alapon)
- Falukarácsony
- Lecsófőző fesztivál (A BEBE, azaz a Baracsi Egymásért Baráti Egyesület szervezésében)
- Augusztus 20. megünneplése, a falunap
- Farsangi bál
- Széchenyi-hét (A baracsi Széchenyi Zsigmond Általános Iskola által szervezett rendezvénysorozat tanulmányi versenyekkel, néptáncfesztivállal)
- Nőnapi bál
- Locsolóbál
- Horgászbál
- Szülői munkaközösségi bál
- Katalin-bál
- Mikulás-buli
- Szilveszter, pótszilveszter

## Képgaléria

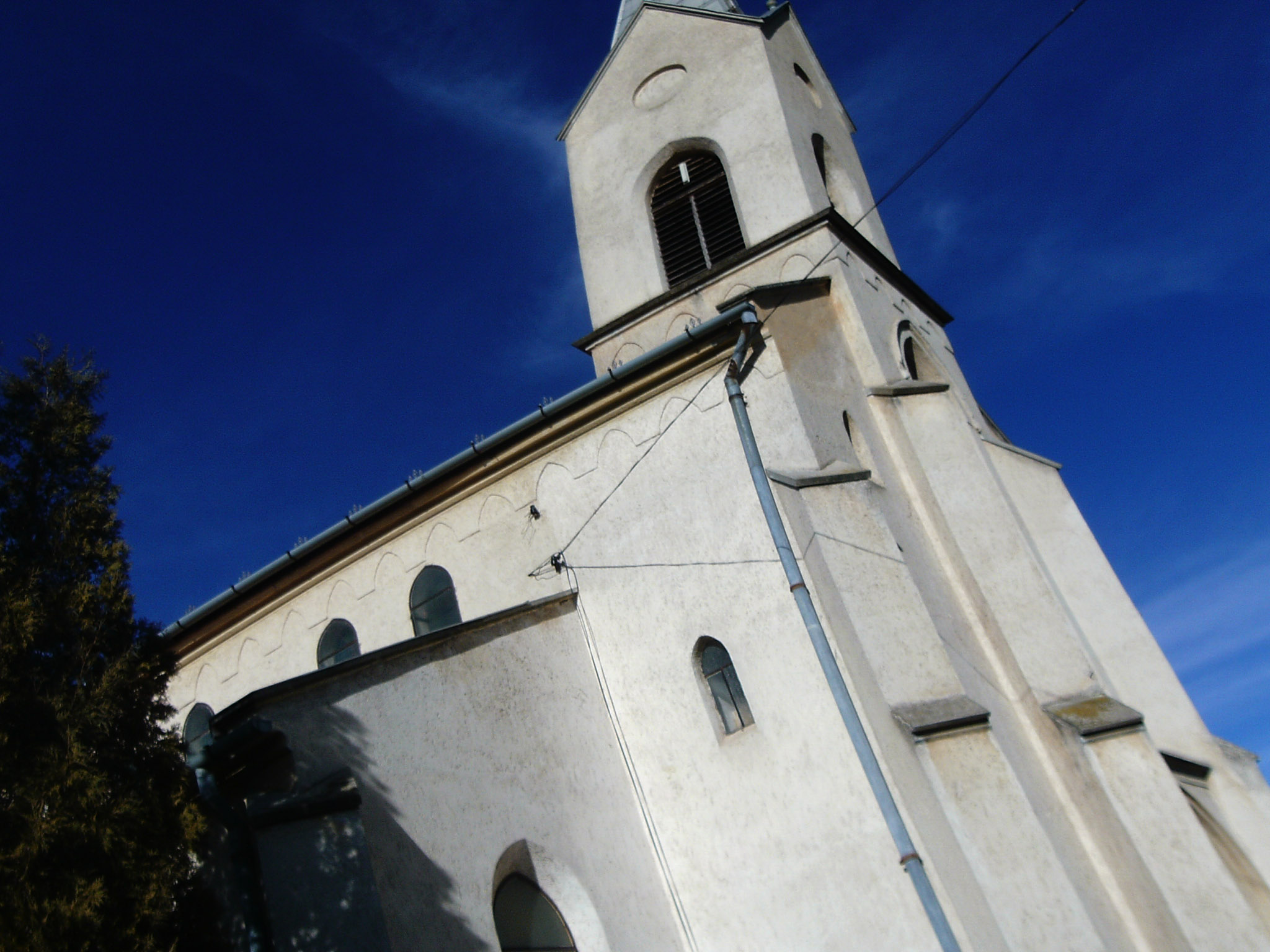
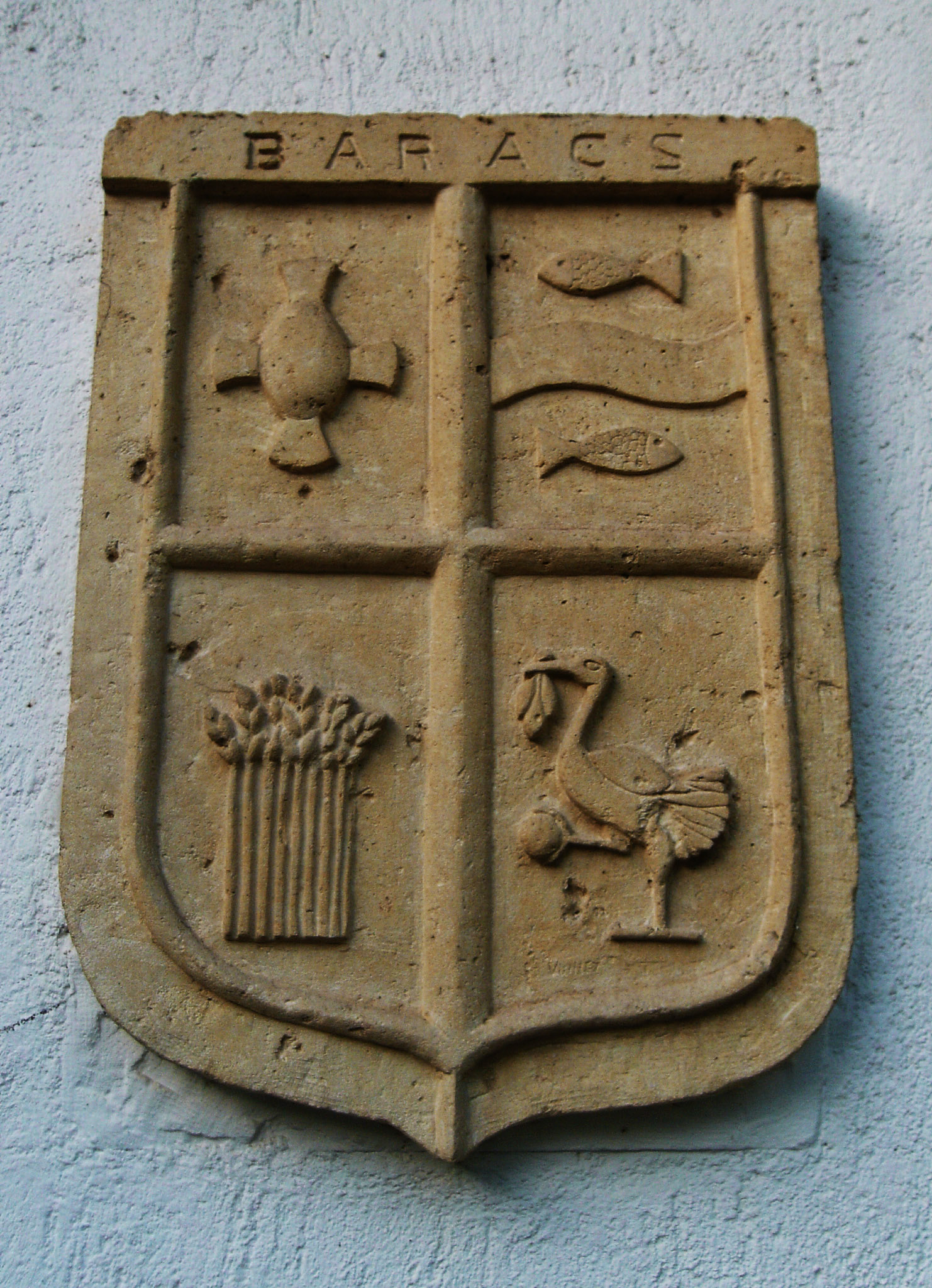
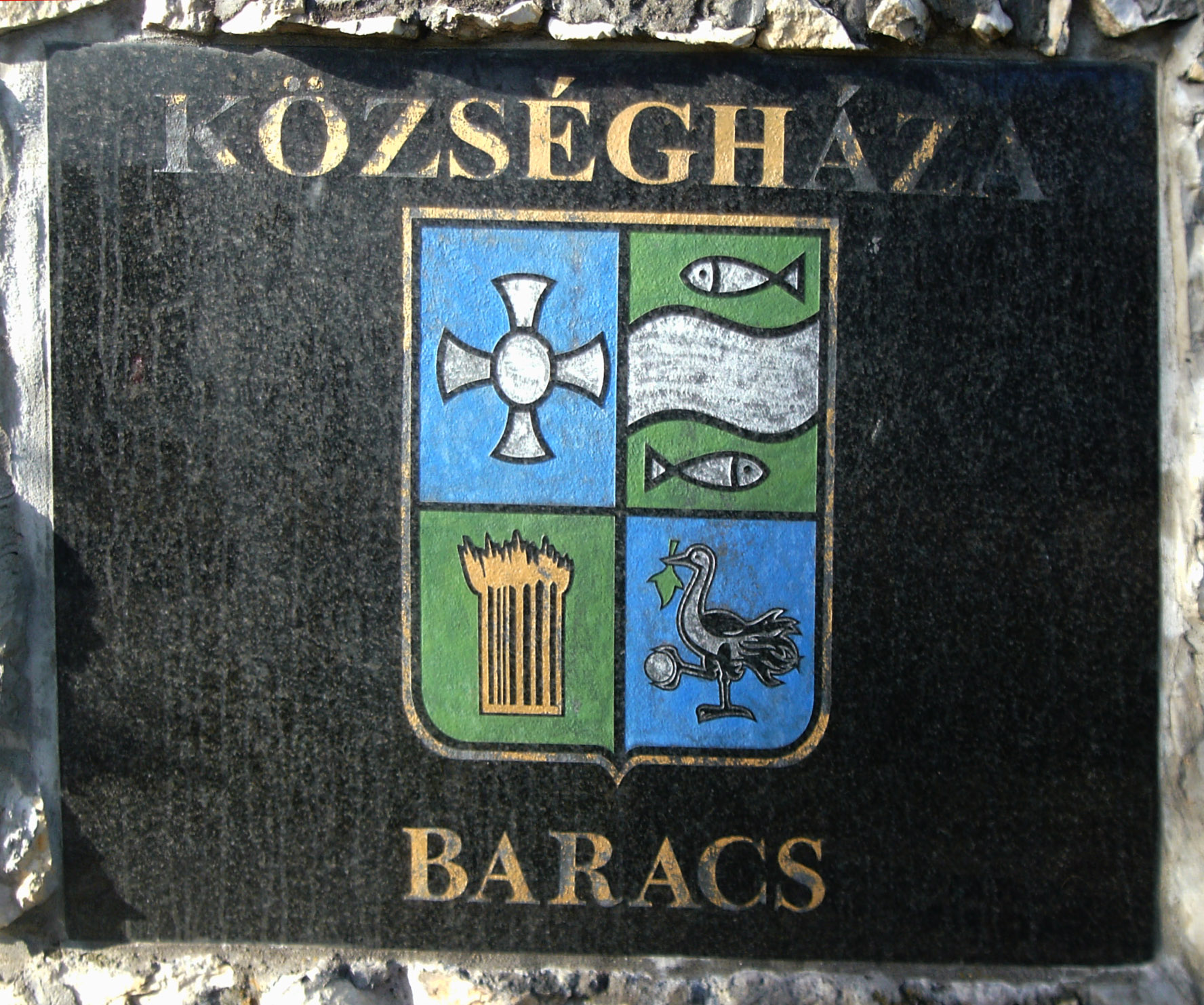
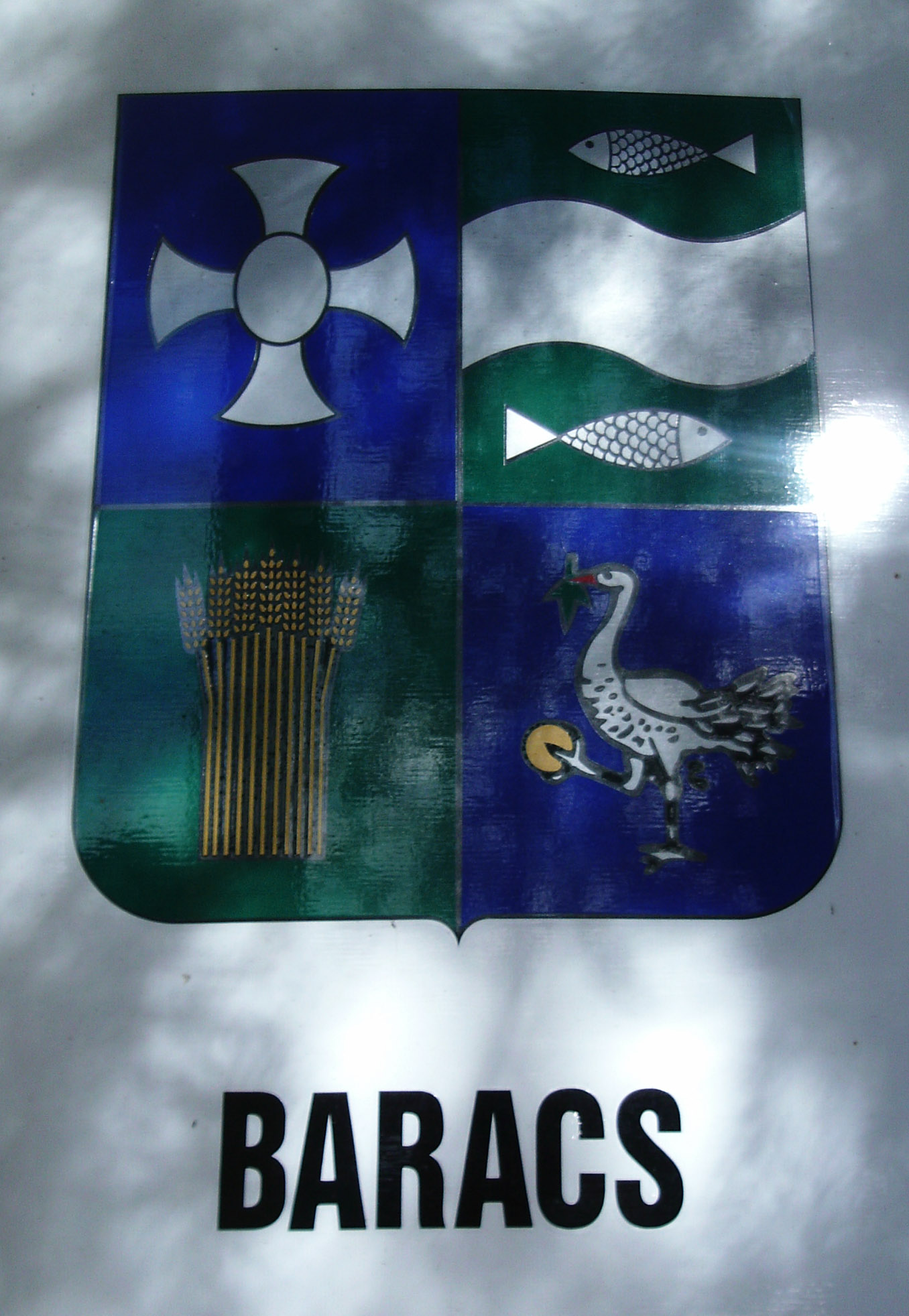
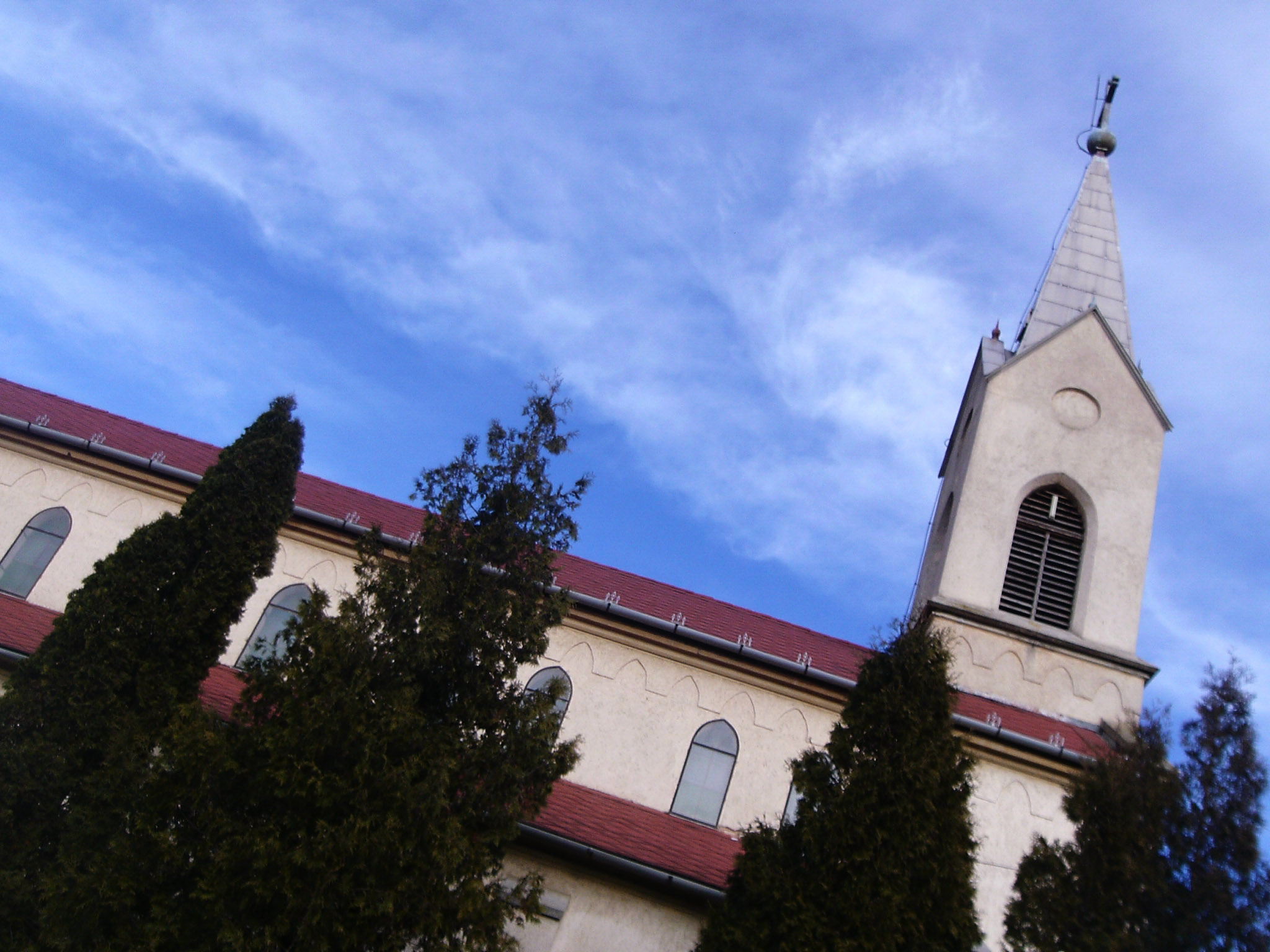
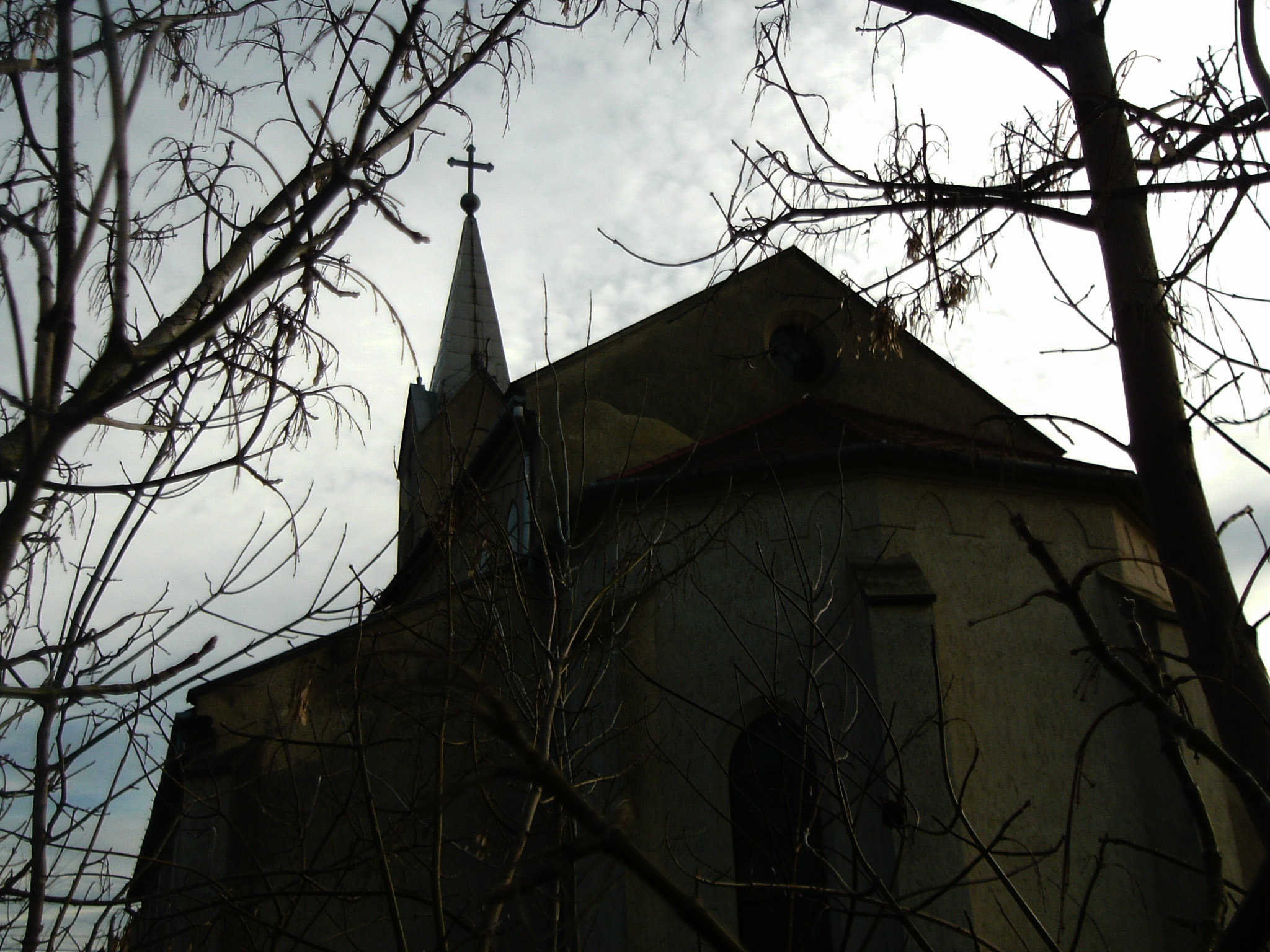
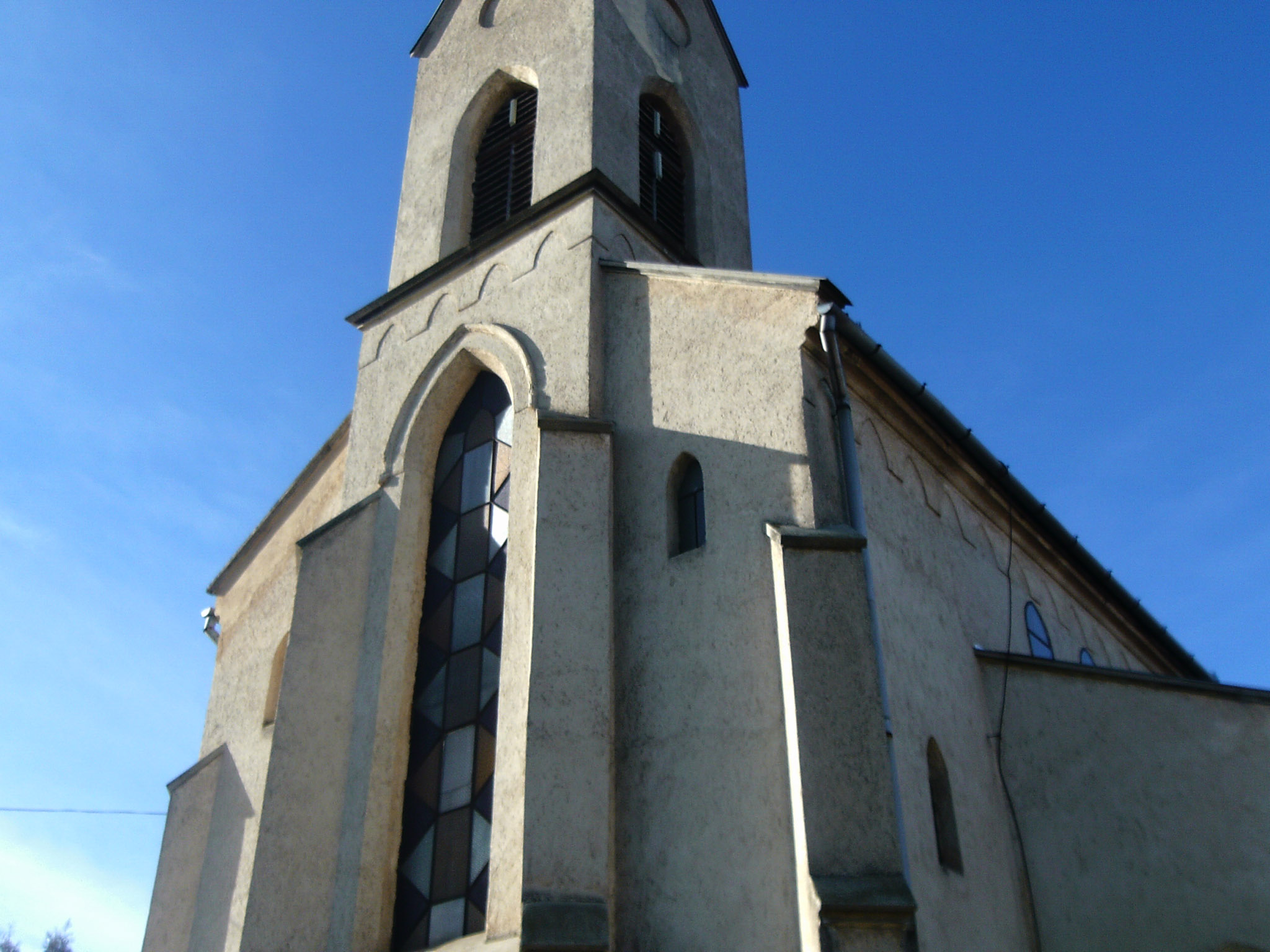
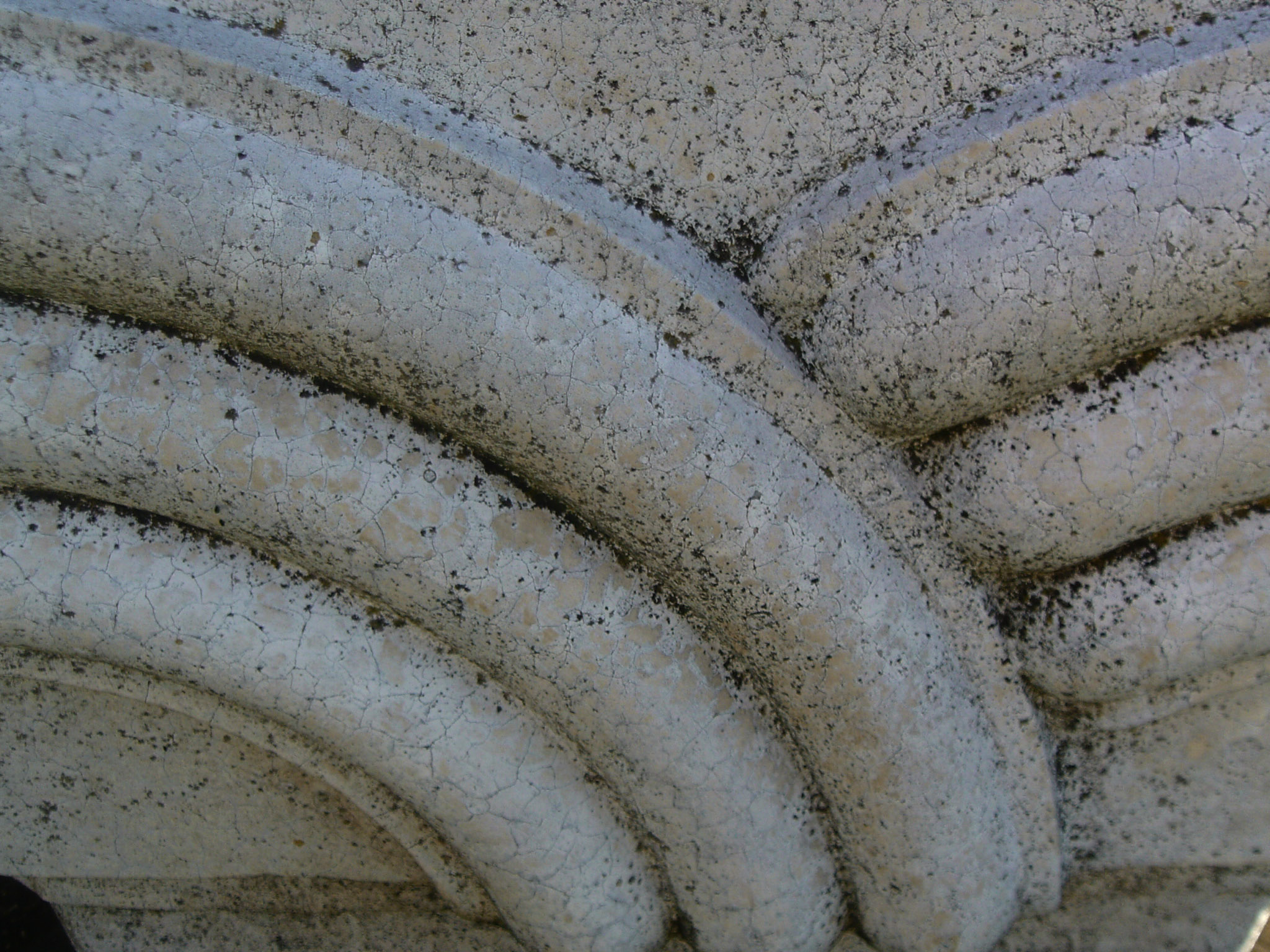